# Oscar Andersson
Oscar Andersson (11 giugno 1982) è un ex sciatore alpino svedese.

## Biografia
Originario di Sundsvall e attivo in gare FIS dal gennaio del 1998, Andersson esordì in Coppa Europa il 24 febbraio 2003 a Madesimo in slalom speciale (46º) e in  Coppa del Mondo il 27 febbraio 2005 a Kranjska Gora nella medesima specialità, senza completare la gara. In Coppa Europa ottenne il primo podio il 4 novembre 2005 a Landgraaf in KO slalom (3º) e l'unica vittoria, nonché ultimo podio, il 25 novembre 2006 a Salla in slalom speciale; il 18 dicembre dello stesso anno colse in Alta Badia nella medesima specialità il suo miglior piazzamento in Coppa del Mondo (12º).
Ai Mondiali di Åre 2007, sua unica presenza iridata, non completò lo slalom gigante. Prese per l'ultima volta il via in Coppa del Mondo il 6 marzo 2011 a Kranjska Gora in slalom speciale, senza completare la gara, e si ritirò al termine della stagione 2011-2012; la sua ultima gara fu uno slalom speciale FIS disputato a Funäsdalen il 27 aprile, vinto da Andersson.

## Palmarès

### Coppa del Mondo
- Miglior piazzamento in classifica generale: 104º nel 2008

### Coppa Europa
- Miglior piazzamento in classifica generale: 23º nel 2006
- 4 podi:
  - 1 vittoria
  - 1 secondo posto
  - 2 terzi posti

#### Coppa Europa - vittorie
| Data             | Località | Paese     | Specialità |
| ---------------- | -------- | --------- | ---------- |
| 25 novembre 2006 | Salla    | Finlandia | SL         |

Legenda:

SL = slalom speciale

### Nor-Am Cup
- Miglior piazzamento in classifica generale: 39º nel 2010
- 1 podio:
  - 1 secondo posto

### Australia New Zealand Cup
- Miglior piazzamento in classifica generale: 12º nel 2012
- 1 podio:
  - 1 secondo posto

### Campionati svedesi
- 8 medaglie:
  - 1 oro (slalom speciale nel 2008)
  - 3 argenti (slalom speciale nel 2004; supercombinata nel 2007; slalom speciale nel 2011)
  - .4 bronzi (slalom speciale nel 2007; slalom speciale nel 2010; supercombinata nel 2011; slalom speciale nel 2012)